# Germain Gillon
Germain Gillon (* 1769 in Montreuil-sur-Mer; † 23. Februar 1835 im Kloster Le Gard) war ein französischer Zisterzienserabt und Klostergründer.

## Leben
Germain Gillon trug sich als junger Chorleiter in Amiens mit dem Gedanken, Kartäuser in Abbeville zu werden, als die Französische Revolution ihn zur Flucht zwang. Er ging über England nach Deutschland und trat 1796 unter Prior Eugène de Laprade in das Zisterzienserkloster Darfeld-Rosenthal ein. Nach knapp zwei Jahren wurde er zum Subprior gewählt und hatte 1806 entscheidenden Anteil an der Wahl des Priors zum Abt, um auf diese Weise der quälenden Aufsicht durch den unberechenbaren Augustin de Lestrange zu entgehen. 1816 wurde er Hausgeistlicher der Zisterzienserinnen des Klosters Sainte-Catherine in Laval. Noch im gleichen Jahr schickte ihn Abt Laprade als Oberen in das inzwischen aufgekaufte Kloster Le Gard (zwischen Amiens und Abbeville), das die aus dem Exil heimkehrenden Zisterzienser sammelte. Nach dem Tod von Abt Laprade (1816) wurde Gillon 1817 zum Abt von Le Gard gewählt. Er gründete die Tochterklöster Mont des Cats (1826), Bellevaux (1828 durch Übernahme nach dessen Gründung durch Eugène Huvelin) und Saint-Sixte.